# 长梗黄精
长梗黄精（学名：Polygonatum filipes）是百合科黄精属的植物，是中国的特有植物。分布于中国大陆的福建、江西、湖南、江苏、广东、安徽、浙江等地，生长于海拔200米至600米的地区，常生长在灌丛、林下以及草坡，目前尚未由人工引种栽培。